# Rhyacophila kanichka
Rhyacophila kanichka är en nattsländeart som beskrevs av Schmid 1959. Rhyacophila kanichka ingår i släktet Rhyacophila och familjen rovnattsländor. Inga underarter finns listade i Catalogue of Life.